# Abba (religione)
(Talmud)
Abba (reso anche abbà) è un appellativo – traducibile come "papà" – usato in ambito giudaico antico per rivolgersi in maniera informale al padre.
Nel Nuovo Testamento, Gesù si riferisce a Dio utilizzando questo termine, che non ha la solennità della lingua liturgica: in sinagoga si pregava Dio dicendo "avinu" (padre nostro, in ebraico) o semplicemente "av", ma non il familiare "abbà", il cui utilizzo in relazione a Dio è assente nell'Antico Testamento.

## Origine del termine
Deriva dall'aramaico אבא, /abbâ/, formato da אב "padre" e dall'articolo posposto: può significare "il padre" o essere usato come vocativo di "padre".

## Uso nel Nuovo Testamento
Il termine «abbà» è usato da Gesù ed esprime la sua familiarità con Dio Padre. Nel Vangelo secondo Marco, approssimandosi ormai la sua Passione, Gesù dice: 

Nelle lettere di Paolo, il termine «abbà» è messo in bocca ai cristiani: 

oppure nella Lettera ai Galati: 

## Nella Chiesa ortodossa copta
Nella Chiesa ortodossa copta Anba (a volte riportato come Amba o Abba) è un trattamento usato per rivolgersi ai patriarchi e ai vescovi, come ad esempio Papa Tawadros II.